# شعب إيبيبيو
شعب إيبيبيو هو شعب ساحلي في جنوب نيجيريا. يتواجد معظمهم في أكوا إيبوم، وكروس ريفرز، وفي الجزء الشرقي من ولاية أبيا، ويتصل بشعبي أنانغ إيغبو وإفيك. خلال الفترة الاستعمارية في نيجيريا، طالب اتحاد إيبيبيو بالاعتراف من قبل البريطانيين كأمة ذات سيادة (نوح، 1988). تتشارك شعوب الأنانغ وإفيك وأورون وإبينو مع إيبيبيو بأشماء شخصية وثقافة وتقاليد، ويتكلمون بأشكال قريبة الصلة من لهجات إيبيبيو التي يمكن فهمها بشكل أو آخر. يعتبر مجتمع إكبو/إكبي جزءًا مهمًا من نظام إيبيبيو السياسي يستخدم مجموعة من الأقنعة لتطبيق سيطرة اجتماعية يلعب فن الجسد دورًا رئيسيًا في فن إيبيبيو.

## النظام السياسي
يتكون مجتمع إيبيبيو من جماعات تضم عائلات كبيرة ذات صلة قرابة بالدم يُحكم كل منها من قبل السيد الديني والدستوري المعروف باسم «إيكبايسونغ». حكم أوبونغ إيكبايسونغ مع مبونغ إكبوك (رئيس العائلات) الذين شكلوا سويًا مع قادة الطوائف والجماعات ما يدعى بـ «أفي أو أسان أو إيسوب إيكبايسونغ» (المجلس التقليدي أو المرقد التقليدي أو المحكمة التقليدية). نُفذت قرارات أوبونغ إيكبايسونغ من قبل أفراد من مجتمع إكبو أو أوبون الذين عملوا كمرسلين للأرواح والجيش وشرطة الجماعة. دائمًا ما يرتدي أفراد إكبو الأقنعة عند ممارستهم مهامهم في الشرطة. على الرغم من أن هويتهم معروفة دائمًا تقريبًا، يمنع الخوف من القصاص من الأسلاف معظم الناس من اتهام هؤلاء الأفراد الذين يتجاوزون حدودهم الاجتماعية، مما يجعلهم يرتكبون أفعالًا غاية في الوحشية. العضوية مفتوحة أمام جميع ذكور إيبيبيو، ولكن على الفرد أن يكون ذا خلفية ثرية ليتمكن من الانتقال إلى درجات مؤثرة سياسيًا. الهدف الرئيسي من إكبو هو حماية شعبهم والعمل كخط دفاع ضد المهاجمين المحتملين. إنهم معنيون بالقضايا والحالات الطارئة التي تتعلق بسلامة المدينة ككل.
إضافة إلى ذلك، تلعب دور منصب للرجال يسمح لهم باستغلال طاقتهم لخدمة الجميع. في الأشهر بين يونيو وديسمبر، يلعب مجتمع إكبو دورًا كبيرًا في حياة الجماعة. تُحظر أنشطة مثل الزراعة والتسوق والتزود بالطعام والماء في الأيام التي تُرتدى فيها الاٌقنعة. تنطوي الجرائم أيضًا على عقوبات أشد خلال هذه الفترة. في حين أن العقوبات أكثر تراخيًا اليوم، كان الفرد الذي يُمسك به سارقًا خلال تلك الفترة الزمنية في أربعينيات القرن الماضي يُقتل من قبل أفراد الإكبو. يرسل الزعيم أشخاصًا ملثمين لمواجهة خارق القانون إذا ما اقتضت الحاجة. يُعرفون كمجتمع سري على الرغم من حقيقة أن الهدف الأنشطة معروفة على شكل واسع من قبل أهل القرية. ويرجع ذلك إلى أنه يجب على الجميع الالتزام بقوانين معينة خلال موسم إكبو. تكون الأسرار الأكثر أهمية عبارة عن سلسلة من الكلمات المشفرة وخطوات رقص تُدرس لتنفذ وتستخدم من قبل الأفراد. معرفة هذه الأسرار تسمح للأفراد بالسفر بحرية خلال الموسم، والإمساك بك مسافرًا جون معرفتك المصطلحات السرية والرقصة سيؤدي إلى القبض عليك.
مجتمع أوبون، ببراعته الموسيقية التقليدية القوية وقبوله الشعبي، ينفذ وصايته بشكل علني بموكب موسيقي ومشاركة شعبية تضم أطفالًا وشبانًا ويافعين ونساءًا مسنات شجاعات.

## الفن

### الأقنعة
تشكل الأقنعة والتجهيزات الخاصة بمجتمع الإكبو أعظم الأعمال الفنية في مجتمع إيبيبيو. غالبًا ما يعبث الإيبيبيو بشكل مستقصد بتقاسيم أقنعتهم لتحريف معالم وجوههم. المكون الذي يظهر غالبا في أقنعة إيبيبيو هو الفك السفلي. لشعب البيبيو سمة شاملة للاقنعة بين الذكور والإناث، إذ يستخدمون ألوانًا قاتمة وفاتحة على التوالي. لا تؤدى هذه الأقنعة معًا، ولكن هناك فهم عام لعلاقتهم المتعارضة. تُزين الأقنعة النسائية بألوان فاتحة مثل الأبيض. إذ تؤكد الملامح الحساسة على أنوثتهم. من ناحية أخرى، يستخدم الذكور ألوانًا داكنة لتمثيل القوى الغامضة للغابة. غالبًا ما تملك هذه الأقنعة قسمات كبيرة وهي مصممة لتكون قبيحة عن عمد. يفعلون ذلك عبر تشويه الملامح بأساليب غير طبيعية، مثل امتلاك أعين متورمة أو أفواه بغير محلها. كثير من التشوهات الموجودة في الأقنعة تأتي من الأمراض والعلل التي تظهر بصورة طبيعية بين البشر. واحدة من العلل التي دائمًا ما تصور هي الداء العليقي. تظهر أيضًا علامات الصلع وعصي المشي في كثير من الأحيان لتصوير رموز الكارما والشيخوخة. تحوي أزياء الرجال على مواد طبيعية من البرية مثل نخل الرافية والبذور والخشخشيات. تستخدم النساء في أزيائهن موادًا مثل الأقمشة فاتحة اللون لتمثيل ترتيب العيش في القرية.